# Distrito Administrativo de Troitsky
El Distrito Administrativo de Troitsky (del ruso: Тро́ицкий администрати́вный о́круг, Troitskiy administrativnyy okrug'), es uno de los doce distritos (okrugs) administrativos de Moscú, Rusia. Fue fundado en 2012 y forma, junto con el de Novomoskovsky, los dos últimos distritos administrativos en ser anexionados a la capital.
En el momento de la formación incluyó los siguientes asentamientos, que anteriormente pertenecían a los distritos de Naro-Fominsky y Podolsky, así como la ciudad de Troitsk, todos ellos pertenecían al óblast de Moscú:
- Troitsk;
- Kiyevsky;
- Klenovskoye;
- Krasnopakhorskoye;
- Mikhaylovo-Yartsevskoye;
- Novofyodorovskoye;
- Pervomayskoye;
- Rogovskoye;
- Shchapovskoye;
- Voronovskoye.